# Nicolas Andre
Nicolas Andre (9 februari 1977) is een voormalig Frans wielrenner die in het verleden één seizoen uitkwam voor Cofidis.

## Overwinningen
2001
- Frans kampioen op de weg, Beloften

## Grote rondes
Geen